# Tight Like a Baby Tiger
Tight Like a Baby Tiger (Live at the Paradiso) is het eerste live-dubbelalbum van multi-instrumentalist Jett Rebel en tevens het derde album dat Rebel uitbracht. Het album verscheen op 30 juni 2015. Het album werd opgenomen in Paradiso in Amsterdam op 30 december 2014.

## Livealbum
Rebel toerde in 2014 maandenlang door Nederland, langs meer dan zestig festivals en verkocht twee clubtournees uit. Op 14 november startte zijn tweede tournee, "Tour d'Amour", in het kader van zijn album Hits for Kids, die net was uitgekomen. De tournee eindigde op 30 december in Paradiso.
Rebel repeteerde voor de "Tour d'Amour" in Bergen op Zoom in Gebouw-T, op dezelfde locatie als waar de tournee begon. De tournee omvatte achttien optredens. Rebel legt in de bijlage van het livealbum uit, dat het honderdste optreden van 2014, die avond in Paradiso, gepaard ging met veel bandleden die wegens uitputting ziek waren, inclusief hijzelf. Hij verloor na zeventien shows van drie uur zijn stem.
Tony Platt was deze avond aanwezig om het livealbum op te nemen. Platt is een Engelse geluidstechnicus en platenproducent, met wie Rebel samenwerkte voor zijn plaat Hits for Kids.

## Afspeellijst
Alle liedjes werden geschreven door Jett Rebel.
1. "Sunshine" - 9:08
2. "Dance Underneath the Sheets" - 6:00
3. "Mary Anne" - 4:59
4. "Louise" - 5:56
5. "Sugar"- 5:32
6. "Should Have Told You"- 8:58
7. "Tonight"- 17:28

Totale duur van het album: 58 minuten
Op de lp-versie zijn twee extra nummers toegevoegd: Sleep Overs en Do You Love Me at All.

## Productie/artwork
Live band Jett Rebel (zang / gitaren / piano, toetsen)
- Rick van Wort: drums, percussie, zang
- Xander Vrienten: basgitaar, zang
- Lorijn Von Piekartz: gitaar, zang
- Jessica Manuputty: zang, toetsen
- Amber Gomaa: zang, toetsen

Het album werd live opgenomen door Arjan de Vree/A-Sound Productions. De Vree is al vanaf het prille begin betrokken bij de carrière van Rebel en werkzaam als geluidstechnicus tijdens diens liveoptredens. Het livealbum werd geproduceerd en gemixt door Tony Platt. Platt was al eerder betrokken geweest bij het debuutalbum van Rebel, Hits for Kids. Het album werd gemasterd door Ray Staff in Air Studios in Londen. Ook Staff was eerder betrokken geweest bij het debuut van Rebel.
Het concept van de hoes werd bedacht door Rebel zelf, het ontwerp is van Melvin Mackaaij. De foto op de albumhoes is van Soesja Leugs. Music On Vinyl bracht het vinyl uit. In de gatefold van de luxe klaphoes poseert Jett Rebel liggend op bed. Er zijn vier grofkorrelige zwart-witportretten van Rebel toegevoegd van A4-formaat, ook gefotografeerd door Soesja Leugs.
De zeefdruk is van Paul Smits van Blendomatic.
Tight Like a Baby Tiger werd uitgebracht door Baby Tiger Records, een eigen label van Rebel, divisie van JJ Music V.o.F. Het werd exclusief in licentie gegeven aan Sony Music Entertainment Nederland B.V. Het is het eerste album wat Rebel uitbrengt onder zijn eigen label.

## Receptie
Tight Like a Baby Tiger kreeg positieve kritieken. Muziekjournalist Harry Prenger voor Wordpress zei: "Zeker voor hen die de concerten bezochten is deze plaat een feest der herkenning. Zo'n livealbum biedt bovendien een aardige gelegenheid om eens rustig (nou ja rustig) te horen hoe kundig Jett Rebel's bandleden zich in een handomdraai wagen aan groovy rock en funk uitstapjes, in krakers als Sunshine, Sugar en Tonight. Songs die hierdoor de meerwaarde krijgen boven de toch wat iele studioversies. En zo te horen is deze registratie niet bewerkt met overdubs of andere technische toevoegingen. Wat je hoort is wat je krijgt. Jett Rebel! Iemand die voor zichzelf ziel en zaligheid eruit knalt én de huiskamer aan het swingen krijgt.
Muziekweb schreef: "Je kunt veel van Jett Rebel vinden, maar royaal is hij zeker. Dit live-album bevat slechts zeven nummers, maar duurt toch bijna een uur. Zijn haast onuitputtelijke gitaarsolo's zullen niet iedereen blij maken, maar het publiek in Paradiso kon er getuige deze cd geen genoeg van krijgen. Jett Rebel en zijn band sloten daar eind 2014 The Year Of The Rebel af, een jaar vol concerten en mediaoptredens. De landelijke doorbraak van de lefgozer uit Soesterberg zorgde er wel voor dat hij tegen het einde van het jaar erg moe was. Hij was dus niet in de allerbeste conditie tijdens de opnames in Paradiso. Hier en daar gaan er wat dingen mis, maar Tight Like A Baby Tiger wijst uit dat Jett Rebel ook op halve kracht erg overtuigt."